# 106 v. Chr.
Portal Geschichte | Portal Biografien | Aktuelle Ereignisse | Jahreskalender | Tagesartikel

◄ |
3. Jahrhundert v. Chr. |
2. Jahrhundert v. Chr. |
1. Jahrhundert v. Chr. |
►

◄ | 120er v. Chr. | 110er v. Chr. | 100er v. Chr. | 90er v. Chr. |
80er v. Chr. |
►

◄◄ | ◄ | 109 v. Chr. | 108 v. Chr. | 107 v. Chr. | 106 v. Chr. |
105 v. Chr. |
104 v. Chr. |
103 v. Chr. |
► |
►►
Staatsoberhäupter

## Ereignisse
- Die Römer unter Konsul Quintus Servilius Caepio erobern das im Vorjahr abgefallene Tolosa zurück. Caepio raubt bei dieser Gelegenheit das im Teich des keltischen Apollon-Heiligtums gelagerte Gold von Tolosa und lässt es nach Massilia schicken, wo es jedoch nie ankommt.
- Nikomedes III. von Bithynien und Mithridates VI. von Pontos teilen sich die Herrschaft über Paphlagonien.

## Geboren

### Geburtsdatum gesichert

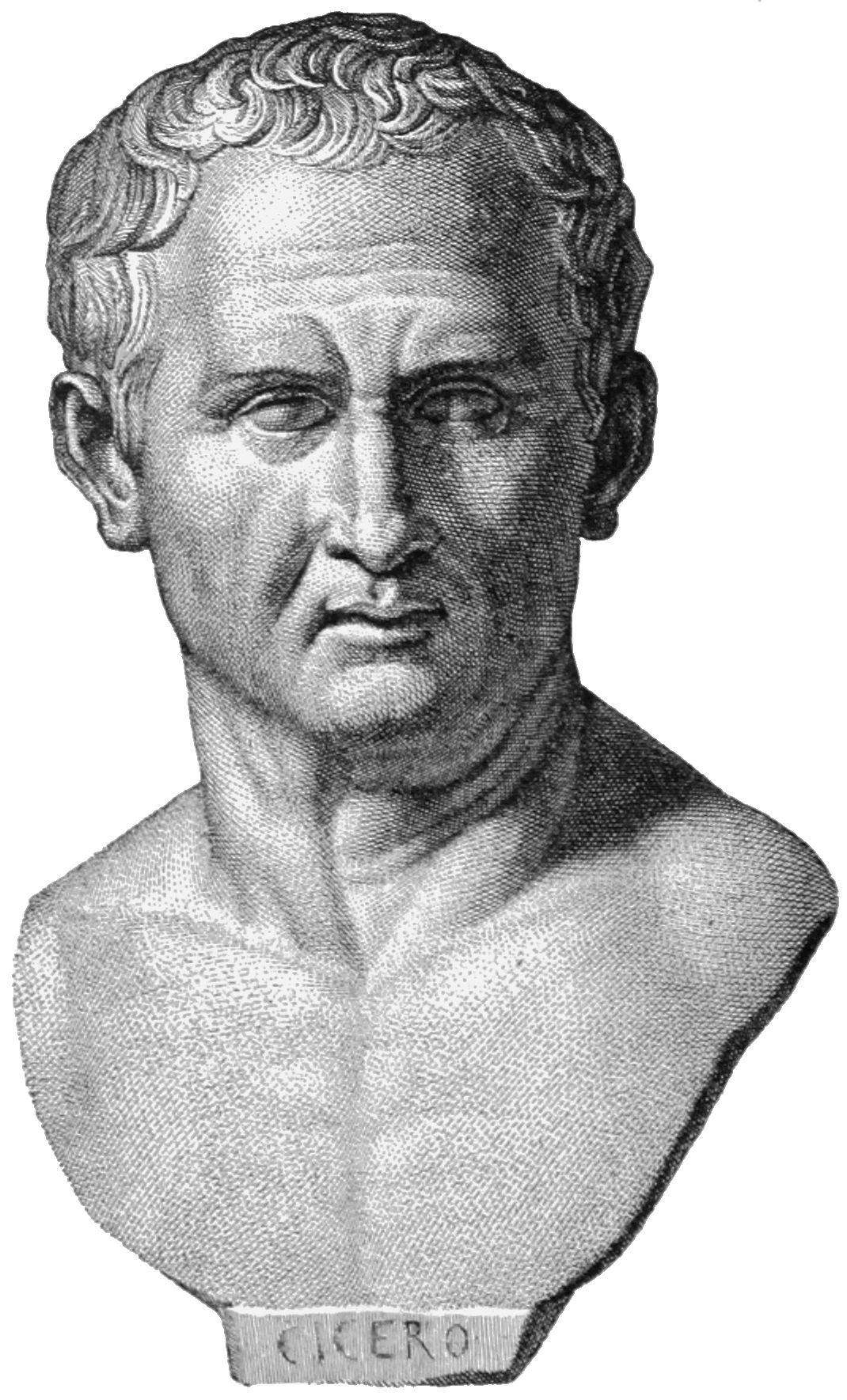
Cicero, Stich nach einem römischen Original (London)

- 3. Januar: Marcus Tullius Cicero, römischer Politiker und Philosoph († 43 v. Chr.)

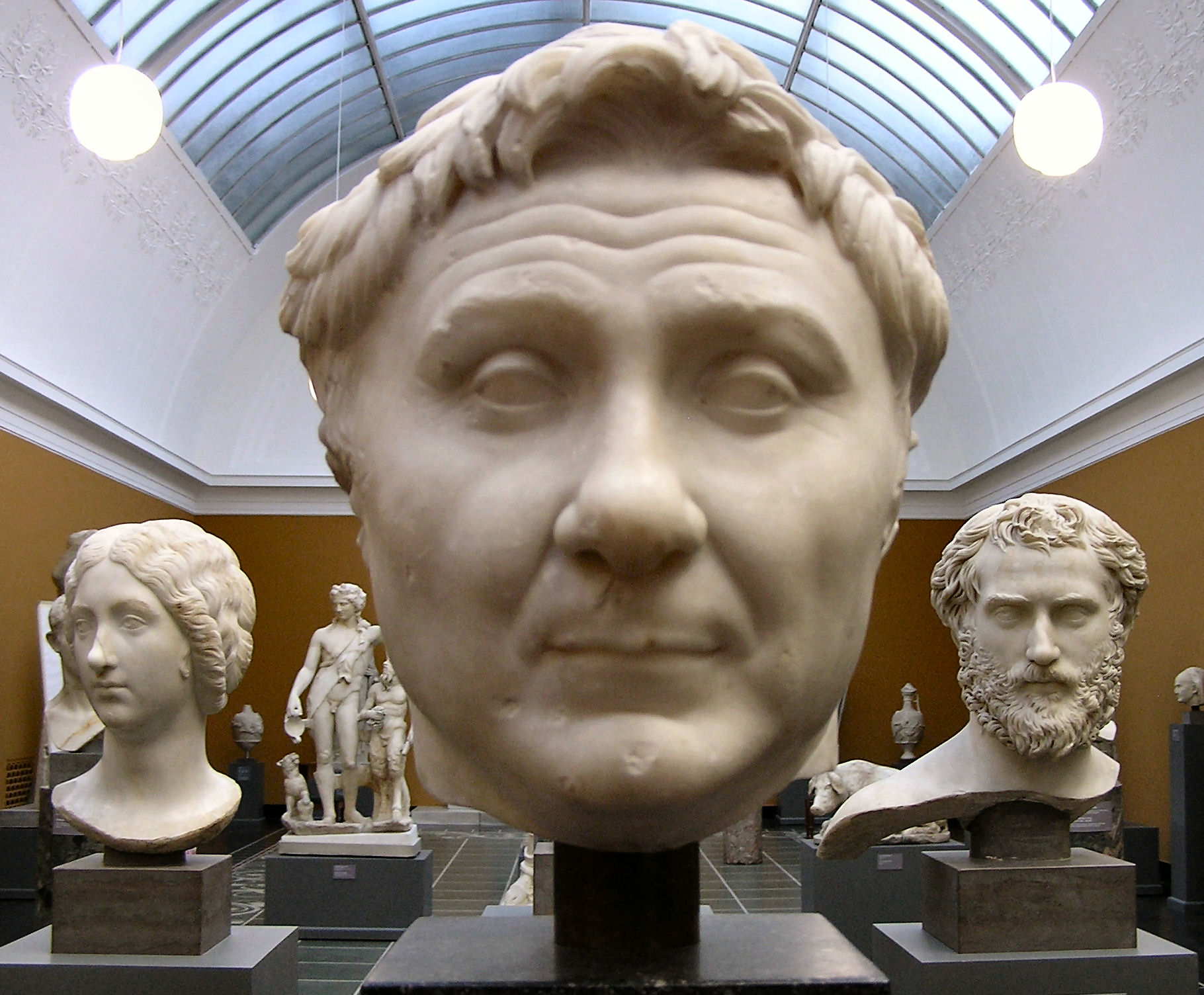
Büste des Pompeius

- 29. September: Gnaeus Pompeius Magnus, römischer Feldherr und Politiker († 48 v. Chr.)

### Geboren um 106 v.Chr.
- Gaius Antonius Hybrida, römischer Politiker († nach 42 v. Chr.)
- Servius Sulpicius Rufus, römischer Politiker († 43 v. Chr.)